# Navbede
Navbede ou Nāvbed era o título dos comandantes da marinha sassânida.